# Petelia theclavia
Petelia theclavia là một loài bướm đêm trong họ Geometridae.